# Sebastião Laranjeiras
Sebastião Laranjeiras är en kommun i Brasilien.   Den ligger i delstaten Bahia, i den östra delen av landet, 500 km öster om huvudstaden Brasília. Antalet invånare är 10 372.
Omgivningarna runt Sebastião Laranjeiras är en mosaik av jordbruksmark och naturlig växtlighet. Runt Sebastião Laranjeiras är det mycket glesbefolkat, med 3 invånare per kvadratkilometer.